# Municipio de Ángel R. Cabada
El Municipio de Ángel R. Cabada es uno de los 212 municipios en que se encuentra dividido el estado mexicano de Veracruz de Ignacio de la Llave. Se encuentra localizado en la región denominada del Papaloapan, su cabecera es la villa de Ángel R. Cabada.

## Geografía
Ángel R. Cabada se localiza en la zona central del estado de Veracruz, zona denominada como Región Sotavento, tiene una extensión territorial de 497.63 kilómetros cuadrados que representan el 0.66% del total de la extensión estatal; sus límites con al oeste con el municipio de Lerdo de Tejada y con el municipio de Saltabarranca, al este con el municipio de San Andrés Tuxtla y al sur con el municipio de Santiago Tuxtla.

### Orografía e hidrografía
El territorio de Ángel R. Cabada es mayormente plano por encontrarse prácticamente a nivel del mar, sin embargo cuenta con algunas ondulaciones que se van incrementando al avanzar hacia el este y que son las primeras estribaciones de lo que será la sierra de los Tuxtlas en el territorio del vecino municipio de San Andrés Tuxtla.
Las principales corrientes que recorren el municipio nacen en la sierra de los Tuxtlas y descienden desde ahí hacia el mar, el principal río es el Río Cañas que desemboca en el Golfo de México y el Río Tecolapan, que a su vez desagua en la Laguna de Alvarado; todo el territorio de Ángel R. Cabada forma parte de la Cuenca del río Papaloapan y de la Región hidrológica Papaloapan.

### Clima y ecosistemas
La mayor parte del clima de Ángel R. Cabada se encuentra clasificado como Cáilido húmedo con abundantes lluvias en verano, solo un pequeño sector del extremo este, limítrofe con San Andrés Tuxtla, llega a registrar clima Semicálido húmedo con lluvias todo el año; la temperatura media anual que se registra se encuentra entre los 24 y los 26 °C; la precipitación media anual del sector suroeste es de 2,000 a 2,500 mm, mientras que en el resto del territorio es de 2,500 a 3,500 mm.
La mayor parte de la superficie de Ángel R. Cabada se encuentra dedicada a la agricultura, mientras que en el sur del territorio se extiende el pastizal, las principales especies vegetales que se encuentran son el cedro, caoba, zuchil, chagane, palma real, jobo, palo colorado, guácima y ceiba; mientras que la fauna más representativa la forman el armadillo, conejo, comadreja, coyote, tlacuache, así como numerosas especies de aves y reptiles.

## Demografía
De acuerdo a los resultados del Censo de Población y Vivienda de 2010 realizado por el Instituto Nacional de Estadística y Geografía, la población del municipio de Ángel R. Cabada es de 33 528 habitantes, siendo estos 16 270 hombres y 17 258 mujeres; por lo que su porcentaje de población masculina es del 48.5%, de 2000 a 2005 la tasa de crecimiento población anual ha sido del 0.5%, los habitantes menores de 15 años de edad representan el 28.8% de la totalidad, mientras que los que están entre esa edad y los 64 años son el 62.8%, el 36.1% de los habitantes residen en localidades que superan los 2,500 habitantes, y el 0.2% de los habitantes mayores de 5 años de edad son hablantes de alguna lengua indígena.
| Evolución demográfica del municipio de Ángel R. Cabada |        |        |        |
|                                                        |        |        |        |
| Año                                                    | 1995   | 2000   | 2005   |
| Población                                              | 34,312 | 32,088 | 32,960 |

### Grupos étnicos
Únicamente el 0.2% de los pobladores mayores de 5 años de edad del municipio son hablantes de alguna lengua indígena, lo cual da un total de 57 personas, 31 hombres y 26 mujeres, de estos, 49 son bilingües al español y 8 no especifican esta condición; en Ángel R. Cabada se registra una muy alta variedad de lenguas indígenas habladas, aún con tan baja población de esta condición; sin embargo en los resultados del Conteo de 2005, la mayor parte de ellos, un total de 42 personas, no especifican cual es su lengua materna, habiendo además 4 hablantes de náhuatl, 3 hablantes de maya yucateco, 2 de jacalteco, y un hablante de lenguas como el guarijío, huasteco, mixteco, zapoteco, mixe y otomí.

### Localidades
En Ángel R. Cabada existen un total de 33 localidades, las principales y su población según el censo de 2020 son las siguientes:
| Localidad             | Población |
| Total Municipio       | 33 839    |
| Ángel R. Cabada       | 12 033    |
| Tecolapan             | 2 284     |
| San Juan de los Reyes | 1 646     |
| Tula                  | 1 356     |
| Los Lirios            | 1 292     |
| Chonegal              | 1 208     |

## Política
El municipio de Ángel R. Cabada fue creado por decreto del Congreso de Veracruz con fecha del 3 de julio de 1931 segregándo su territorio del municipio de Santiago Tuxtla, dándole el nombre del líder agrarista Ángel Rosario Cabada, oriundo de la cabecera municipal, que fue fijada en la comunidad de El Mesón, misma a la que el 14 de diciembre de 1966 se le da también el nombre de Ángel R. Cabada. El gobierno le corresponde al Ayuntamiento, electo por voto universal, libre y secreto para un periodo de tres años no reelegibles para el periodo inmediato pero si de forma no continua, e integrado por el presidente municipal, un síndico y tres regidores, uno electo por mayoría relativa y dos por el principio de representación proporcional, todos entran a ejercer su cargo el día 1 de enero del año siguiente a la elección respectiva.

### Subdivisión administrativa
Ángel R. Cabada se divide para su régimen interior en 33 agencias municipales y 8 subagencias municipales.

### Representación legislativa
Para la elección de Diputados locales al Congreso de Veracruz y de Diputados federales al Congreso de la Unión, Ángel R. Cabada se encuentra integrado en los siguientes distritos electorales:
Local:
- XXIV Distrito Electoral Local de Veracruz con cabecera en Santiago Tuxtla.[24]

Federal:
- Distrito electoral federal 19 de Veracruz con cabecera en San Andrés Tuxtla.[25]

### Presidentes municipales
- (1955 - 1958): Raúl Fomperosa Morales
- (1961 - 1964): Camilo Rolán Lázaro
- (1964 - 1967): Eloy Pérez Mulato
- (1967 - 1970): Ángel Cabada Márquez
- (1970 - 1973): Fortino Calderón
- (1973 - 1976): Dagoberto Lara López
- (1976 - 1979): Jesús Machucho Poxtlán
- (1979 - 1982): Federico Jímenez Poxtlán
- (1982 - 1985): Zeferino Román Limón
- (1985 - 1988): Ezequiel Palagot Organista
- (1988 - 1991): Joel Fomperoza Limón
- (1992 - 1994): Arturo Herviz Reyes
- (1995 - 1997): Francisco Palagot Organista
- (1998 - 2000): Hugo Vergara Cabrera
- (2000): Salvador Golpe Arenal
- (2001 - 2004): José Osvaldo Andrade Fomperosa
- (2005 - 2007): Arturo Herviz Reyes
- (2008 - 2010): Santiago Avendaño Barrios
- (2011 - 2013): Luis Antonio Méndez Gamboa
- (2014 - 2017): Santiago Avendaño Barrios
- (2018 - 2021): Arturo Herviz Reyes
- (2022 - 2025): Julio César García Machucho